# جولي سويت
جولي سويت (وُلدت عام 1966) هي سيدة أعمال ومحامية أمريكية، تشغل منصب الرئيسة التنفيذية ورئيسة مجلس إدارة شركة "أكسنتشر" (Accenture)، وهي شركة خدمات مهنية متعددة الجنسيات.

## التعليم والحياة المهنية
نشأت سويت في توستين، كاليفورنيا، وبرزت في فريق الخطابة والمناظرة في مدرسة توستين الثانوية. حصلت على درجة البكالوريوس من كلية كليرمونت ماكينا، ودرجة الدكتوراه في القانون من كلية الحقوق بجامعة كولومبيا.
قبل انضمامها إلى "أكسنتشر"، عملت سويت كمحامية في شركة "كرافاث، سواين آند مور" لمدة 17 عامًا، منها 10 سنوات كشريكة، وكانت تاسع امرأة تصبح شريكة في تاريخ الشركة.
في عام 2010، انضمت إلى "أكسنتشر" كمديرة قانونية، وفي عام 2015، أصبحت الرئيسة التنفيذية لفرع الشركة في أمريكا الشمالية، وهو أكبر أسواق "أكسنتشر". خلال هذه الفترة، كانت عضوًا في اللجنة الإدارية العالمية للشركة وساهمت في تطوير استراتيجية الاندماج والاستحواذ.
في سبتمبر 2019، تم تعيينها كأول امرأة تشغل منصب الرئيسة التنفيذية لـ"أكسنتشر"، وفي سبتمبر 2021، أصبحت رئيسة مجلس الإدارة. تحت قيادتها، ركزت سويت على تعزيز التنوع والشمولية والمساواة بين الجنسين في مكان العمل، مع هدف تحقيق توازن بين الجنسين بنسبة 50/50 في موظفي الشركة بحلول عام 2025.

## التقدير
وصفت صحيفة نيويورك تايمز جولي سويت بأنها "واحدة من أقوى النساء في قطاع الشركات الأمريكية" عام 2019. أدرجت مجلة فورتشن جولي سويت في قائمة "أقوى النساء" منذ عام 2016، وحازت على المركز الأول في القائمة لعام 2020. وأشارت فورتشن إلى أنها "قادت أكثر من نصف مليون موظف في أكسنتشر في 51 دولة خلال فترة الجائحة". وصنفت فورتشن سويت لاحقًا في المركز الثالث على القائمة لعام 2021، والمركز الثاني على القائمة لعام 2022.
أُدرجت سويت في قائمة "أقوى 100 امرأة في العالم" التي أعدتها مجلة فوربس (في المركز الحادي عشر) عام 2023.
في عام 2024، منحت رابطة مكافحة التشهير سويت جائزة الشجاعة ضد الكراهية لعام 2024